# Jiří Jeslínek
Jiří Jeslínek (Prag, 16. travnja 1962.), češki nogometaš, bivši igrač Hajduka iz 1990-tih godina.
Prvi nastup za Bile ima (u početnom sastavu) 21. listopada 1990. protiv Osijeka u Splitu (3:0). odigrao je uikupno 54 utakmice (24 prvenstvene), a jedini prvenstveni (ujedno i službeni) zgoditak dao je 19. prosinca 1990 iz jedanaesteraca Crvenoj zvezdi u Splitu (3:5; nakon neriješenog rezultata 1:1). Dva puta nasutpa u kup utakmicama i dva puta na europskim natjecanjima (ali bez zgoditaka).
Statistika u Hajduku
| Natjecanje        | Nastupi | Zgoditci |
| ----------------- | ------- | -------- |
| Prvenstvo         | 24      | 1        |
| Kup               | 2       | 0        |
| Superkup          | 0       | 0        |
| Međunarodne       | 2       | 0        |
| Splitski podsavez | 0       | 0        |
| Ukupno            | 28      | 1        |
| Prijateljske      | 26      | 5        |
| Sveukupno         | 54      | 5        |

Jiří je igrao po mnogim klubovima a započeo je u praškoj Slaviji 1980 a završio u Dukla Praha. Hajduk je bio jedini klub van Češke u kojemu je igrao.

## Prvenstveni nastupi i golovi
- 1980–1982 	Slavia Praha 	56 	(6)
- 1982 	Dukla Praha 	6 	(0)
- 1983–1984 	Rudá Hvězda Cheb 	36 	(1)
- 1984–1989 	Slavia Praha 	138 	(24)
- 1990 	Union Cheb 	21 	(2)
- 1991 	Hajduk Split 	24 	(1)
- 1991–1992 	Sparta Praha 	9 	(0)
- 1992–1993 	SKP Fomei Hradec Kralove 	38 	(4)
- 1994–1997 	Dukla Praha 	33 	(1)

Izvori